# 仵士政
仵士政（?—?），隋末西秦政权将领，主要功绩在浅水原之战时，最后西秦战败被灭，他也被李渊下令击杀。

## 生平
仵士政最早在薛举手下为将，一直到薛仁杲继位后才有所作为。在浅水原之战中，他在陇州由于正面进攻无法突破，被安排去诈降。他率领五百人假装向常达投降，而刚刚在宜禄川大胜的常达非常欣喜，接纳了这一批“降军”。随后仵士政成功依靠五百士兵，不但先绑架了常达，也因此收到了属于常达的两千士卒以及他们所驻守的陇州城。仅仅月余，在薛仁杲投降于唐朝后，仵士政一同被缚往长安并被李渊亲自下令在大殿上击杀。

### 书目
- 旧唐书
- 资治通鉴

### 引用
1. ↑  《资治通鉴》卷一八六：“薛仁果屡攻常达不能克乃遣其将仵士政以数百人诈降「仵姓也姓苑望出襄阳急就章有仵终古将即亮翻仵立疑古翻降户江翻下同」达厚抚之乙丑士政伺隙以其徒劫达拥城中二千人降于仁果「伺相吏翻考异曰新旧唐书皆云薛举遣仵士政伪城达士政劫达以见举据实录薛举前已死此月达再搬仁果及士政劫达皆有日月今从实录」”
2. ↑  《旧唐书》列传第一三七：“命起居舍人令狐德棻曰刘感常达须载之史策也执仵士政扑杀之”
《资治通鉴》卷一八六：“扑杀仵士政于殿庭「扑弼角翻击也」”